# Indiana Pacers
Indiana Pacers és una franquícia de l'NBA amb seu a Indianapolis, Indiana. Participa en la Divisió Central de la Conferència Est de l'NBA. El més gran èxit esportiu dels Pacers es produí quan arribaren a les Finals de l'NBA del 2000, on perderen contra els Los Angeles Lakers, per 4-2.

## Història de la franquícia
- Indiana Pacers (1967-avui)

Ha guanyat 1 títol de conferència.
Ha quedat 5 vegades primer de divisió.
Ha entrat 21 vegades al playoff.

### Anys a l'ABA: Dinastia
Els Pacers van començar a jugar en la temporada 1967-68 de l'ABA, una lliga alternativa a l'NBA. Durant els seus sis primers anys, van jugar a l'Indiana State Fairgrounds Coliseum, ara anomenat Pepsi Coliseum, mudant-se el 1974 al Market Square Arena, situat al centre de la ciutat d'Indianapolis.
En la segona temporada, Bob "Slick" Leonard, entrenador de la Universitat d'Indiana, es va convertir en el tècnic dels Pacers. Leonard ràpidament els va convertir en un equip guanyador, sent liderat per jugadors com Mel Daniels, George McGinnis, Rick Mount i Roger Brown. Els Pacers van ser l'equip més reeixit de la història de l'ABA, guanyant tres campionats en quatre anys. En els vuit anys d'història de la lliga, van arribar en cinc ocasions a les Finals.

### Primers anys a l'NBA
L'ABA es va dissoldre el 1976, i els Pacers van ser un dels quatre equips acceptats per entrar a l'NBA (juntament amb New York Nets, Denver Nuggets i San Antonio Spurs). Econòmicament, els Pacers era el conjunt més feble dels quatre nous en la lliga, havent de començar a vendre a les seves estrelles en els seus últims anys a l'ABA. La seva primera temporada en l'NBA la van finalitzar amb un balanç de 36-46 i tenint com a representants de l'equip en l'All-Star Game a Billy Knight i Don Buse. Això va ser un dels pocs èxits de l'equip en els seus primers 17 anys en la lliga (en els quals tan sols van obtenir dues temporades amb rècord positiu i sis aparicions en els playoffs).
Les temporades negatives continuaven en la següent dècada, obligant-los a traspassar a Knight i Buse abans de la temporada 1977-78. Van adquirir a Adrian Dantley a canvi de Knight, però Dantley (que tenia una mitjana en aquells dies de 27 punts per partit) va ser traspassat el desembre als Denver Nuggets, i John Williamson, el segon màxim anotador de l'equip, el gener.
Com a conseqüència dels seus pobres resultats, els Pacers van haver de recórrer a trucs publicitaris per atreure l'atenció dels seus fans. Abans que comencés la temporada de 1979, l'equip va oferir a l'estrella de bàsquet femení Ann Meyers un contracte de prova i la van convidar al camp d'entrenament d'Indiana. Es va convertir en la primera, i fins avui única dona, a provar en un equip de l'NBA, encara que finalment no aconseguís una plaça en la plantilla final.
El 1980, els Pacers van traspassar a l'estrella anotadora Adrian Dantley a Denver Nuggets a canvi de George McGinnis, antiga estrella de l'equip a l'ABA. Encara que en el passat va ser un jugador molt important per al conjunt d'Indiana, en la seva tornada va contribuir molt poc durant els dos anys que va estar en l'equip. English, contràriament, es va afermar com un dels majors anotadors de la història de l'NBA. A l'any següent, van traspassar la seva elecció del draft de 1984 pel pivot Tom Owens de Portland Trail Blazers. Owens solament va jugar un any en els Pacers, causant poc impacte. Aquest traspàs, mirat tres anys després, va resultar ser horrorós. La temporada 1983-84 la van finalitzar amb el pitjor balanç de la Conferència Est. A causa del traspàs d'Owens, els Pacers no van poder triar en els primers llocs d'un dels millors drafts de la història de la lliga, deixant escapar a futures estrelles com Hakeem Olajuwon, Michael Jordan, Sam Perkins, Charles Barkley i John Stockton.
La primera aparició dels Pacers en els playoffs va ser en la temporada 1980-81, caient eliminats en primera ronda per Philadelphia 76ers en dos partits. Aquesta va ser l'única vegada que es va veure als Pacers en els playoffs des de 1977 fins a 1987.
Clark Kellogg va ser draftejat en el Draft de 1982, mostrant un talent enorme i finalitzant segon en la votació al Rookie de l'Any, però els Pacers van acabar la temporada amb el pitjor registre de la seva història, 20-62, i guanyant només 6 partits més en la següent campanya. Després de guanyar 22 partits en la temporada 1984-85 i 26 en la 1985-86, Jack Ramsay va reemplaçar a George Irvine com a entrenador de l'equip, liderant-li a un rècord de 41-41 en la seva primera temporada al comandament, la temporada 1986-87, i portant als Pacers de nou als playoffs després de sis anys absents. Chuck Person, sobrenomenat "The Rifleman" pels seus llançaments de llarga distància, va liderar a l'equip en anotació en la seva primera temporada en la lliga. El primer triomf en els playoffs en la història dels Pacers va ser el tercer partit de la sèrie de 1ª ronda al millor de cinc trobades davant Atlanta Hawks, sent aquesta victòria l'única de l'equip en l'eliminatòria, ja que van ser derrotats pels Hawks per 4-1.

### L'arribada de Reggie Miller

#### 1987-1989
Reggie Miller va ser draftejat pels Pacers el 1987, començant la seva carrera com a substitut de John Long. Molts aficionats dels Pacers no van estar d'acord amb l'elecció de Miller en comptes de la d'Steve Alford, jugador dels Indiana Hoosiers. L'equip es va perdre els playoffs en la temporada 1987-88 de l'NBA, draftejant a Rik Smits en el Draft de 1988, i va sofrir una temporada 1988-89 desastrosa en la qual Dick Versace va substituir a Jack Ramsay en la banqueta dels Pacers, finalitzant 28-54. Però l'equip faria un traspàs que posteriorment donaria resultat, enviant a Herb Williams a Dallas Mavericks per Detlef Schrempf.

#### 1989-1990
En la temporada 1989-90 de l'NBA, els Pacers van acabar la temporada amb un balanç de 42-40, accedint als playoffs. A més, Reggie Miller va ser votat per jugar l'All-Star Game de l'NBA gràcies als seus 24.6 punts per partit de mitjana. En la postemporada, van caure eliminats pels a posteriori campions Detroit Pistons en tres partits.

#### 1990-1992
En la temporada 1990-91, els Pacers tornaven als playoffs amb un balanç de 41-41 en temporada regular, i amb Schrempf nomenat Millor Sisè Home de l'Any. Van caure eliminats en una memorable sèrie de primera ronda davant Boston Celtics en cinc partits, perdent l'últim per 124-121. Els Pacers van tornar als playoffs la temporada següent, però es van topar contra els Celtics de nou en la mateixa ronda. Aquesta vegada, els Celtics van escombrar als Pacers en tres partits.

#### 1992-1993
Chuck Person i el base Micheal Williams van ser traspassats a Minnesota Timberwolves en la pretemporada, aconseguint a Pooh Richardson i Sam Mitchell. En la temporada 1992-93, Schrempf va passar de ser el millor sisè home a ser l'aler titular de l'equip, arribant fins i tot a ser seleccionat per disputar el seu primer All-Star Game de l'NBA. Durant aquesta temporada, Miller es va convertir en el màxim anotador de la història de l'equip. Van finalitzar la campanya amb un 41-41, però van tornar a caure en primera ronda, aquesta vegada davant New York Knicks per 3-1.

### Obrint-se camí

#### 1993-1994
Larry Brown va ser el nou entrenador de l'equip per la temporada 1993-94, i el general mànager Donnie Walsh va completar un summament criticat traspàs (en aquells dies) que enviava a Schrempf a Seattle SuperSonics a canvi de Derrick McKey. Els Pacers van començar la temporada com típicament venien fent anys enrere, però increïblement a l'abril van guanyar els seus últims vuit partits de la temporada, finalitzant amb 47 victòries, rècord de la franquícia. En primera ronda van escombrar als Orlando Magic de Shaquille O'Neal, guanyant per fi la primera sèrie dels playoffs en la seva història. En semifinals de conferència van derrotar a Atlanta Hawks en una dura eliminatòria per 4-2.
Va ser durant les Finals de Conferència quan els Pacers, i especialment Reggie Miller, es van fer un nom en la lliga, gràcies a les actuacions de Miller als moments calents del partit que a punt van estar d'eliminar els Knicks. De la nit al dia, Miller es va convertir en una superestrella de l'NBA, i va ser nomenat tri-capità de la selecció nord-americana que va guanyar la medalla d'or en el Mundial de 1994.

#### 1994-1995
Mark Jackson es va unir a l'equip procedent de Los Angeles Clippers, donant a l'equip una mà estable en una posició de base que mancava de qualitat en els últims anys. Els Pacers van gaudir d'un balanç de 52-30 en la temporada 1994-95, aconseguint el seu primer títol de Divisió Central. En la primera ronda dels playoffs va escombrar als Hawks, en les semifinals es va prendre la revenja de l'any anterior i va apallissar als Knicks en una ajustada eliminatòria per 4-3, però no va poder completar el camí gloriós a les Finals de l'NBA, ja que els Magic aquesta vegada es van creuar en el seu camí, eliminant-los en set partits.

### Perdent terreny
Els Pacers van aconseguir de nou un balanç de 52-30, però van ser greument ferits a causa de la lesió de Miller a l'abril, que el va tenir apartat de les pistes fins al cinquè partit de la sèrie de primera ronda davant els Hawks. Miller va anotar 29 punts en aquesta trobada, però no va poder evitar la victòria per dos punts dels Hawks, per la qual cosa la marxa dels Pacers en els playoffs arribava a la seva fi. Aquesta temporada, els Pacers van entrar en la història en ser l'únic equip a derrotar en dues ocasions als intractables Chicago Bulls que van aconseguir el millor registre en temporada regular de la història de l'NBA; 72-10.
En la temporada 1996-97, els Pacers van sofrir lesions clau, a més de l'absència de Jackson, que va ser traspassat a Denver Nuggets abans de començar la temporada (encara que el tornarien a fitxar abans que la data límit de traspassos es complís). L'equip va finalitzar 39-43 i es va perdre els playoffs per primera vegada en set anys, tenint com a conseqüència la baixa de Larry Brown.

### Retorn a la glòria

#### 1997-1998
Larry Bird es va convertir en el nou entrenador dels Pacers i amb ell, els Pacers van aconseguir el millor balanç de la seva història, 58-24. Chris Mullin va fitxar per l'equip en la pretemporada i aviat es va convertir en una peça important en l'equip. Els assistents Rick Carlisle, que s'ocupava del joc ofensiu, i Dick Harter, del defensiu, van ser clau en l'adquisició de jugadors especialistes com Dale Davis, Anthony Davis i Derrick McKey. Reggie Miller i Rik Smits van ser All-Star aquest any, i en playoffs, van passar per sobre dels Cleveland Cavaliers i dels New York Knicks abans de caure eliminats en les Finals de Conferència pels Chicago Bulls en set intensos partits.

#### 1998-1999/1999-2000
En l'escurçada temporada 1998-99, els Pacers van guanyar el títol de Divisió Central amb un rècord de 33-17 i va escombrar en els playoffs a Milwaukee Bucks i Philadelphia 76ers abans de dir de nou adéu en les Finals de Conferència davant els Knicks en sis partits. Els Pacers van traspassar al pivot Antonio Davis a Toronto Raptors pels drets del rookie Jonathan Bender. En la temporada 1999-00, després d'una lliga regular amb un 56-26, van eliminar en els playoffs als Bucks, 76ers i finalment als Knicks en les Finals de Conferència en sis trobades.

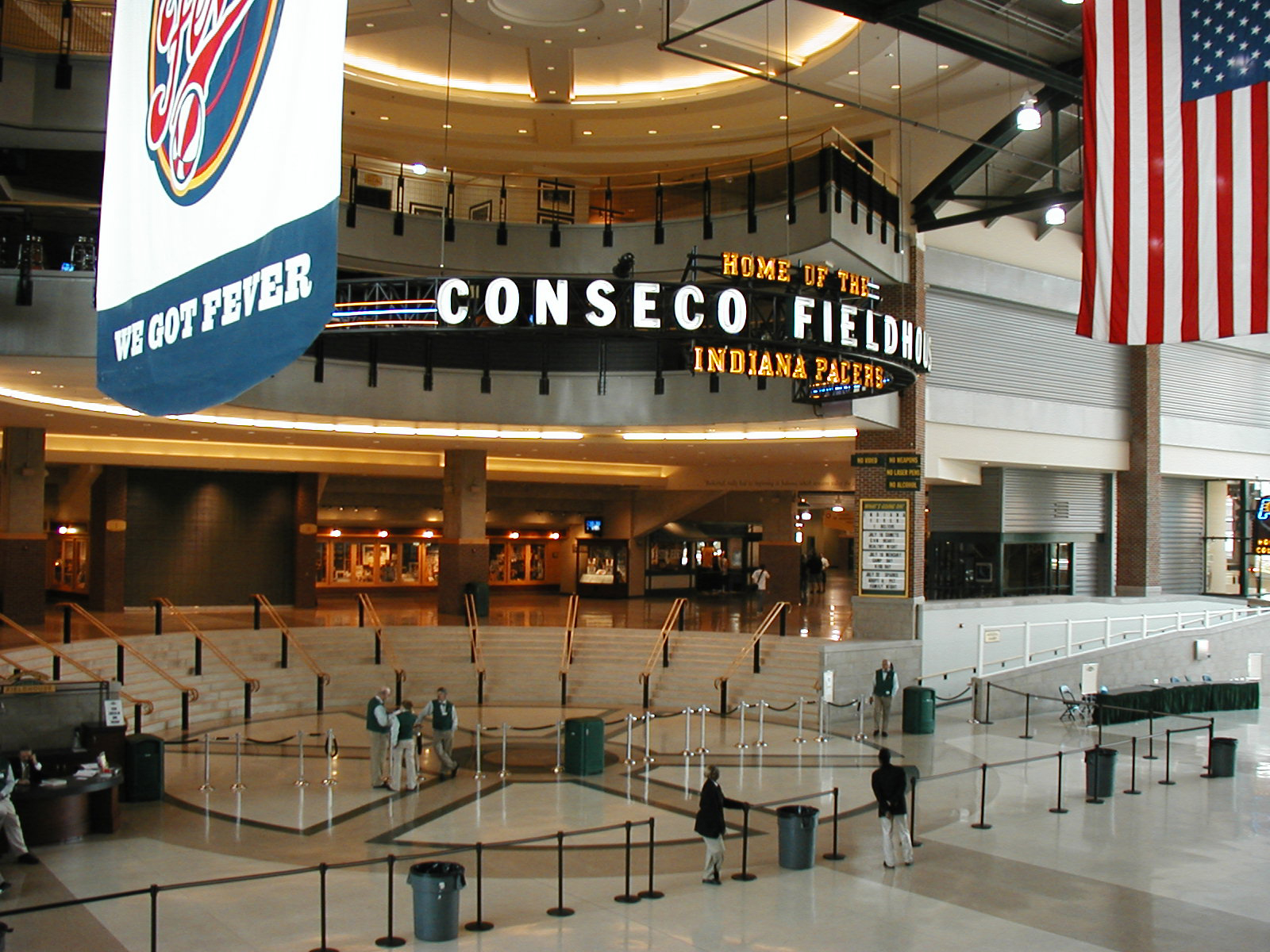
El Conseco Fieldhouse és el pavelló de l'equip des de 1999.

Els Pacers es plantaven per primera vegada en la seva història en unes Finals de l'NBA. El seu rival, Los Angeles Lakers, va acabar amb les seves esperances en sis partits, encara que no sense sofriment. Indiana li va donar als Lakers, en el cinquè partit, la major pallissa de la seva història en els playoffs (en aquells dies), guanyant-los per un marge de 33 punts.

### Reconstrucció
La pretemporada va portar molts canvis en els Pacers; Smits i l'entrenador Bird es van retirar, Mullin va tornar als seus Golden State Warriors, Jackson va signar amb els Toronto Raptors, i Dale Davis va ser traspassat als Portland Trail Blazers per Jermaine O'Neal, que va fer de mitjana 12,9 punts per partit en el seu primer any com a titular. Es tractava d'un any de reconstrucció sota el mandat del nou entrenador Isiah Thomas, encara que així i tot, els Pacers van ser capaços d'entrar als playoffs, caient eliminats en la primera ronda pels 76ers en quatre partits.

#### 2001-2002
A meitat de la temporada 2001-02, els Pacers van traspassar a Halin Rose i Travis Best a Chicago a canvi de Brad Miller, Ron Artest, Kevin Ollie i Ron Mercer. Miller i Artest serien, en pocs anys, jugadors All-Star amb Indiana. El traspàs va reforçar molt a l'equip, i amb això els Pacers es van colar un any més en playoffs, encara que de nou apeados en primera ronda, aquesta vegada davant New Jersey Nets en cinc trobades. O'Neal va fer la primera de les quals serien moltes aparicions consecutives a l'All-Star, buidant qualsevol dubte que encara quedés sobre si el traspàs amb Davis va ser positiu.

#### 2002-2003
Els Pacers van començar 13-2 en la temporada 2002-03, però les coses es van complicar a causa de les múltiples suspensions per part de la lliga a Artest, i les tragèdies familiars d'O'Neal, Jamaal Tinsley i Austin Croshere. O'Neal i Miller van ser seleccionats per l'All-Star, i després d'una millora en el joc van finalitzar 48-34. En els playoffs, serien eliminats en la primera ronda pels Boston Celtics.

### La nova era dels Pacers
En la pretemporada de 2003, els Pacers van aconseguir renovar a Jermaine O'Neal pel màxim i a Reggie Miller per dos anys més, però a causa d'aquestes renovacions no es van poder permetre mantenir en l'equip al pivot Brad Miller, que va marxar a Sacramento Kings a canvi d'Scott Pollard. Larry Bird va ser contractat com a nou president de l'equip, i va trigar poc temps a acomiadar a Thomas del seu càrrec d'entrenador i fitxar a Rick Carlisle per substituir-lo.
Els Pacers van respondre summament bé amb Carlisle al comandament, guanyant aquesta temporada 61 partits i perdent solament 21, aconseguint el millor balanç de l'NBA. O'Neal i Artest van ser seleccionats per disputar l'All-Star Game, i Artest va ser nomenat Millor Defensor de l'Any.
En els playoffs, van eliminar en la primera ronda als Celtics, i en les semifinals, suant sang, a Miami Heat. En les Finals de Conferència es van topar amb els Pistons, fet i fet campions de l'NBA, que els van apartar del camí en sis partits.

#### 2004-2005
Al Harrington, un aler que s'havia consagrat com un dels millors sisens homes de l'NBA, va ser traspassat als Atlanta Hawks per Stephen Jackson després de la suposada demanda de Harrington als Pacers que o jugava de titular o el traspassaven. No obstant això, els Pacers van començar la temporada molt forts fins als infames esdeveniments del 19 de novembre de 2004.
Mancant segons perquè finalitzés la victòria dels Pacers sobre els Pistons en el Palace of Auburn Hills, Artest va cometre una dura falta sobre Ben Wallace, amb el consegüent cabreig del pivot i va copejar sobre el rostre d'Artest. A continuació es va formar una autèntica batussa en la qual van estar implicats diversos jugadors de tots dos equips. Però quan semblava que es calmaven els nervis, un fan dels Pistons anomenat John Green va llançar des de la graderia un got de cervesa a Artest, que estava tombat sobre la taula d'anotació. Artest i Stpehen Jackson van pujar a la graderia a la recerca del culpable per agredir-lo, finalitzant amb una vergonyosa baralla entre els jugadors i part del públic. Ja en la pista, Artest i O'Neal es van continuar barallant amb els afeccionats. El partit va haver de finalitzar mancant 46 segons, ja que era impossible la seva represa.

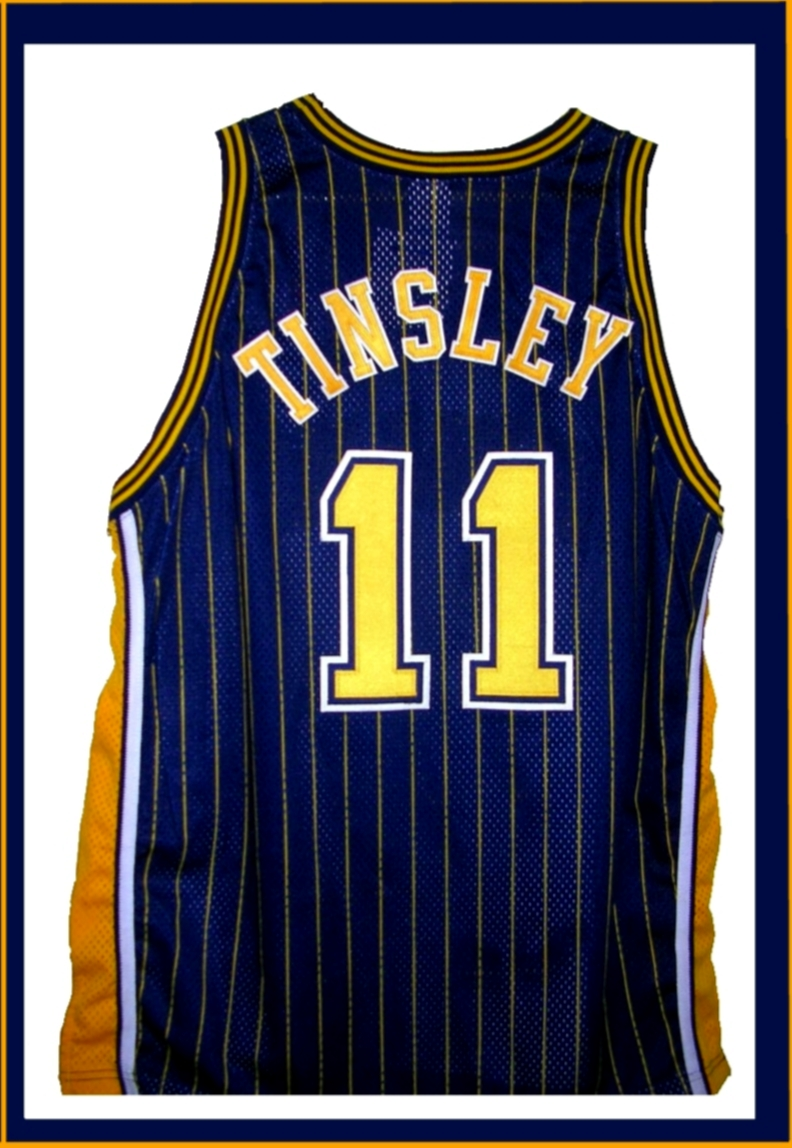
Samarreta de Jamaal Tinsley.

Dies després, David Stern va deixar caure les suspensions; Artest es quedava fora per a tota la temporada inclòs els playoffs, Jackson suspès amb 30 partits, O'Neal amb 25, Wallace amb 6 i Anthony Johnson amb 5 (més tard, la suspensió d'O'Neal va ser rebaixada 15 partits per l'àrbitre Roger Kaplan).
Després de la baralla i les seves conseqüències, els Pacers van descendir llocs en la Divisió Central. Van passar de ser aspirants al títol a un equip de 50% de victòries. Malgrat les sancions i lesions, els Pacers van finalitzar sisens en la Conferència Est amb un rècord de 44-38. Una raó important del fort final de l'equip va ser la re-adquisició de Dale Davis, que havia estat traspassat pels New Orleans Hornets després de rebre'l d'un traspàs amb els Golden State Warriors. Va jugar els 25 partits finals de la temporada regular i els playoffs, contribuint amb una forta presència en el lloc de pivot. El fitxatge de Davis va coincidir amb la lesió d'O'Neal, que el deixava en el dic sec durant tota la temporada regular.
Malgrat totes les adversitats, els Pacers van jugar els playoffs per tretzena vegada en 14 anys. En primera ronda, Indiana va eliminar els campions de la Divisió Atlàntica, els Celtics, en set partits. En Semifinals de Conferència es van enfrontar amb Detroit Pistons. Després de guanyar els Pistons el primer partit, Indiana va remuntar la sèrie guanyant els dos següents. No obstant això, els Pistons van donar la volta a l'eliminatòria vencent tres trobades consecutives, finalitzant la sèrie amb un 4-2.
L'últim partit de la sèrie va ser el 19 de maig de 2005 o, cosa que és el mateix, l'última trobada de Reggie Miller en l'NBA. Va anotar 27 punts i va rebre una enorme ovació del públic. Malgrat l'esforç de Miller, els Pacers van perdre i van ser eliminats, acabant amb una reeixida carrera de Miller en l'NBA i en els Pacers, durant 18 anys. El seu únic "però" va ser no guanyar mai un anell. El 30 de març de 2006, l'equip li retirava el seu dorsal #31.
Per la temporada 2005-06, els Pacers van fitxar al base lituà Sarunas Jasikevicius, líder del Maccabi Tel Aviv i guanyador de dues Eurolligues.

#### 2005-2006
El 2005, els Pacers no van tenir un començament massa bo. El 10 de desembre de 2005, Ron Artest va afirmar a un comentarista de l'Indianapolis Star que volia ser traspassat dient: "l'equip estarà millor sense mi". L'endemà passat, la franquícia el va col·locar en la llista de jugadors inactius i van començar a buscar-li equip. El 24 de gener de 2006, es deia que Artest seria traspassat a Sacramento Kings a canvi de Peja Stojakovic, però el canvi va ser rebutjat. L'endemà, no obstant això, va ser acceptat, i Indiana es va desfer del polèmic aler. Aquesta temporada, O'Neal es va perdre dos mesos de competició per lesió, i l'equip va acabar la temporada amb un balanç de 41-41.
Malgrat la baixa d'Artest i diverses lesions, els Pacers es van ficar en els playoffs per catorzena vegada en 15 anys. Es van topar amb els Nets, sent eliminats en sis partits malgrat les actuacions memorables d'O'Neal en el tercer partit (37 punts) i d'Anthony Johnson en el sisè i últim (40 punts).

#### 2006: Projecte de renovació
En la pretemporada de 2006 es van veure diversos canvis en l'equip. Van draftejar a Shawne Williams i James White, i l'1 de juliol de 2006 van completar un sign-and-trade (renovació i traspàs) amb l'aler Peja Stojakovic i el van enviar a New Orleans Hornets. El traspàs va aixecar dubtes en la lliga, ja que Stojakovic era agent lliure i no tenia necessitat de ser traspassat. Alguns pensen que els Pacers tractaven de recuperar a Al Harrington en un sign-and-trade. El 22 d'agost els Pacers van rebre a Harrington d'Atlanta a canvi de John Edwards i una futura primera ronda de draft.
El juliol, l'aler Austin Croshere va ser traspassat a Dallas Mavericks pel jove i prometedor Marquis Daniels. Indiana va fer un altre canvi amb Dallas en el qual fitxaven a Darrell Armstrong, Rawle Marshall i Josh Powell a canvi d'Anthony Johnson.
Fred Jones i Scot Pollard no van renovar i van ser agents lliures, signant posteriorment per Toronto Raptors i Cleveland Cavaliers respectivament. Un altre moviment de la franquícia va ser fitxar a Maceo Baston, procedent d'Europa, qui prèviament va compartir equip amb Jasikevicius en el Maccabi Tel Aviv.
No obstant això, el "projecte de renovació" va tenir el seu costat negatiu quan Stephen Jackson i altres companys d'equip van decidir visitar un club de strip-tease el 6 d'octubre de 2006. En deixar el club, Jackson va estar implicat en un incident en el qual suposadament va ser copejat per un cotxe. En resposta a això, el jugador va treure una arma i va començar a disparar.

#### 2006-2007: Fora dels playoffs
El 17 de gener de 2007, Indiana va traspassar a Al Harrington, Stephen Jackson, Sarunas Jasikevicius i Josh Powell a Golden State Warriors per Troy Murphy, Mike Dunleavy, Ike Diogu i Keith McLeod. La temporada no va ser bona, els nous traspassos no van respondre, i Indiana va ser eliminada dels playoffs pels New Jersey Nets per primera vegada des de la temporada 1996-97.
A l'abril de 2007, els Pacers van anunciar l'acomiadament de l'entrenador Rick Carlisle, sent reemplaçat per Jim O'Brien. Aquest va prometre retornar a Indiana als playoffs, però el nou estil d'O'Brien no va agradar als afeccionats, molt diferent del sistema pausat i meticulós de Carlisle.

#### 2007-2011: L'etapa d'O'Brien

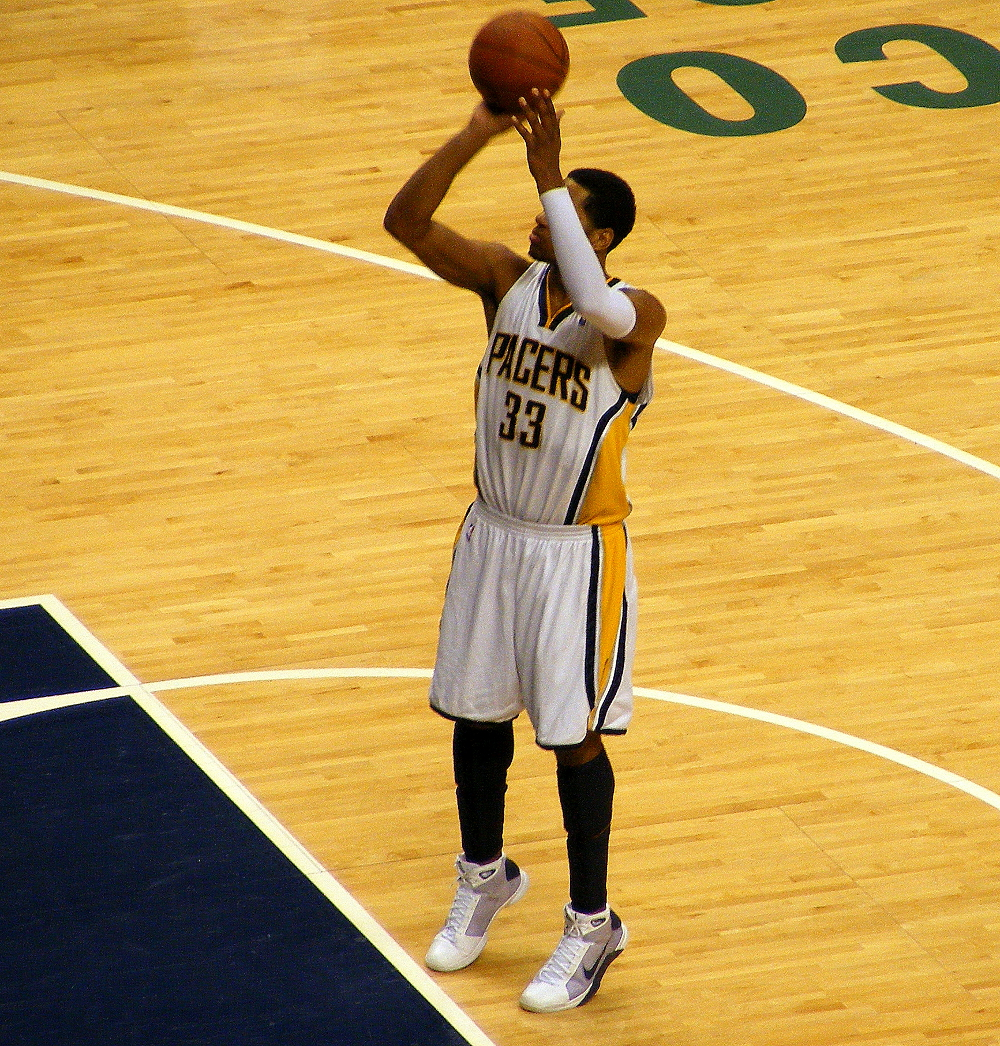
Danny Granger, quan jugava amb els Pacers.

La nova temporada 2007-08, aquesta vegada amb O'Brien al càrrec, va ser també bastant decebedora. L'equip va tornar a quedar fora dels playoffs, a més, jugadors com Jamaal Tinsley o Jermaine O'Neal van sofrir lesions que van llastrar a l'equip, i jugadors com Marquis Daniels o Shawne Williams no van fer una bona temporada. Els Pacers van fer un global de 36-46, tractant d'arrabassar la vuitena posició a Atlanta Hawks però fracassant. Com a punt positiu, jugadors com Danny Granger o Mike Dunleavy van fer una bona temporada i es van destapar com els pilars de l'equip.
Per a la temporada 2009-10, els Pacers van obtenir a Tyler Hansbrough (del draft el 2009), el qual va sofrir una lesió a meitat de temporada. De nou van fracassar tractant d'accedir als playoffs, complint-se 4 anys que els Pacers no accedien. A sobre dels mals resultats, el rookie A.J. Price va sofrir una greu lesió que el va mantenir en rehabilitació entre 4 i 6 mesos.
Després del draft de 2010, els Pacers van obtenir fins a 5 cares noves, Paul George, Lance Stephenson i Ryan Reid, el qual va ser intercanviat amb Oklahoma City Thunder per Magnum Rolle. L'agost de 2010, els Pacers van adquirir a James Posey i Darren Collison de New Orleans Hornets, mentre que Troy Murphy va marxar rumb a New Jersey Nets.
En una plantilla molt jove i liderada per Danny Granger i Roy Hibbert, els Pacers esperaven tenir un equip per al futur però aspirant sempre a entrar als playoffs. L'equip va començar la temporada 2010-11 de manera irregular, es va començar a especular que potser O'Brien no fos l'entrenador indicat per retornar a Indiana als playoffs, les seves decisions van causar molta polèmica, el donar més protagonisme als veterans com Posey o T.J. Ford en detriment de Paul George o Tyler Hansbrough, que se suposaven serien la base del futur de l'equip. El 30 de gener de 2011, els Pacers anunciaven que Frank Vogel reemplaçaria a O'Brien com el mànager de l'equip.

#### 2011-2013: La tornada als playoffs
En la temporada 2010-11, malgrat l'irregular començament amb O'Brien, una victòria contra els Washington Wizards a l'abril de 2011 va permetre als Pacers accedir als playoffs després de 5 anys d'absència. En la primera ronda es van enfrontar als Chicago Bulls de Derrick Rose, donant la sorpresa i guanyant el primer partit, però el somni va acabar aquí, perdent 1-3 en el còmput global i sent derrotats.
Per a la temporada 2011-12 (que incloïa lockout), els Pacers es van fer amb Louis Amundson procedent de Golden State Warriors a canvi de Brandon Rush. També es van fer amb els agents lliures Leandro Barbosa i Kyrylo Fesenko. En aquesta temporada, els Pacers van fer un salt de qualitat respecte a l'anterior, liderats per jugadors com Roy Hibbert, Danny Granger i Paul George, finalitzant tercers de la Conferència Est després de Chicago Bulls i Miami Heat i havent d'enfrontar-se a Orlando Magic en els playoffs.
Després de vèncer al conjunt de Florida per 4-1, a punt van estar de donar la campanada contra els Miami Heat dels "Beach Boys", però finalment van ser derrotats per 4-2.
Amb la temporada 2012-13, els Pacers van buscar mantenir el bloc de la seva reeixida passada campanya. Darren Collison i Dahntay Jones van marxar a Dallas Mavericks a canvi del pivot Ian Mahinmi. D.J. Augustin i Sam Young van arribar lliures procedents de Charlotte Bobcats i Philadelphia 76ers respectivament. També va arribar lliure Gerald Green procedent de Brooklyn Nets. Els Pacers van arribar fins a la final de la Conferència Est, no obstant això, van ser derrotats novament pel Miami Heat en set jocs.

#### 2013-present: Aspirant al campionat
Un any després d'haver renunciat al càrrec, torna Larry Bird al lloc de President d'Operacions. En el Draft del 2013, els Pacers seleccionen a Solomon Hill en la posició Nº 23 de la general. Durant la temporada baixa, els Pacers es van encarregar d'enfortir la banqueta adquirint al base C.J. Watson, a l'aler Chris Copeland, i a l'ala-pivot argentí Luis Scola. En l'últim dia de tancament de mercat, just després de l'All-Star game, els Pacers negocien a Danny Granger als Philadelphia 76ers a canvi de l'escolta Evan Turner, l'ala-pivot Lavoy Allen i una elecció de segona ronda en el draft del 2015.

## Pavellons
- Pepsi Coliseum (1967-1974)
- Market Square Arena (1974-1999)
- Conseco Fieldhouse (1999-avui)

## Jugadors destacats
- Reggie Miller